# Academie van Bouwkunst

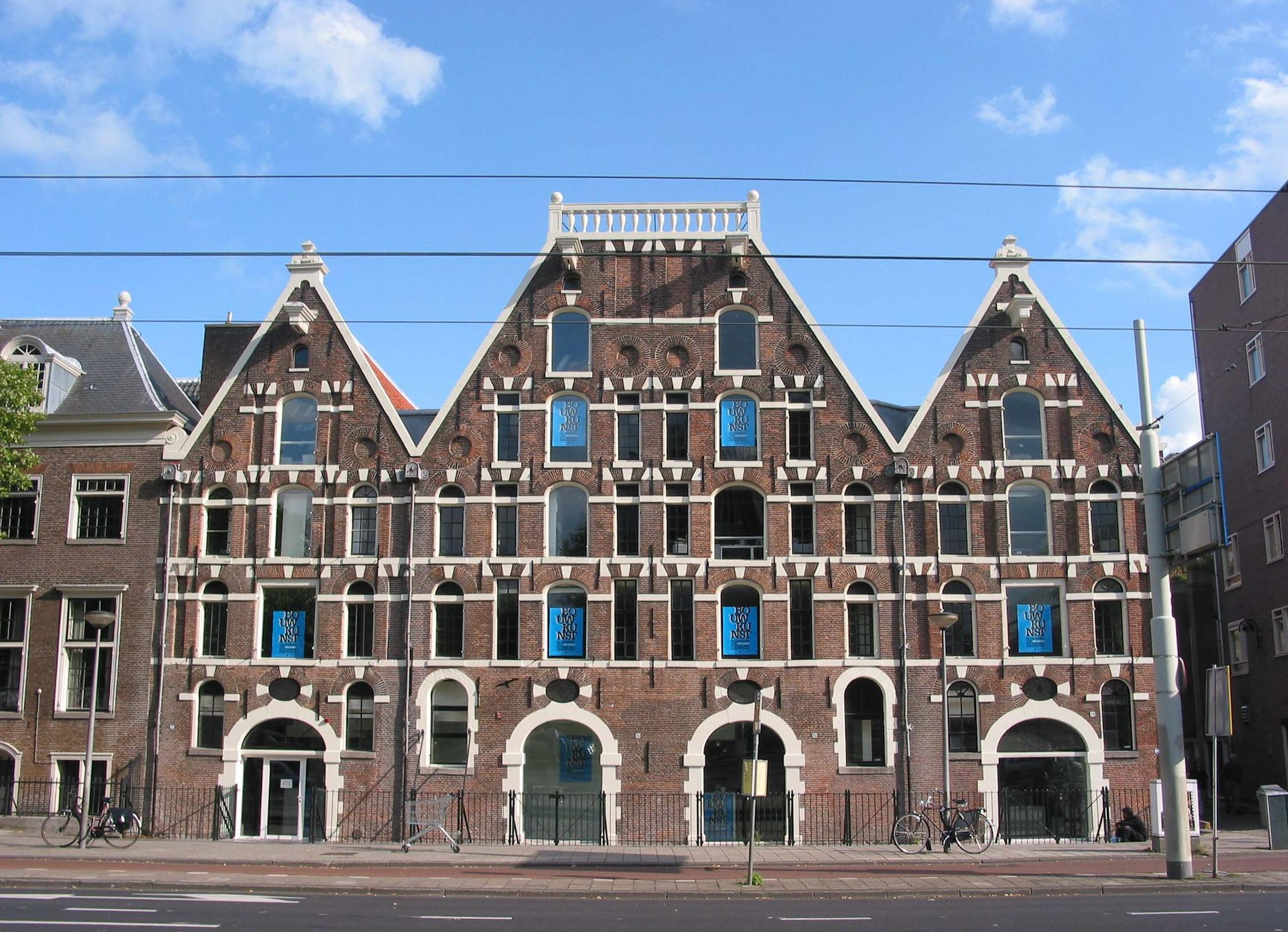
Voormalig pakhuis Het Arsenaal, Waterlooplein 213, Amsterdam

De Academie van Bouwkunst in Amsterdam is een hogeschool voor architectuur, stedenbouw en landschapsarchitectuur, die in 1908 opgericht werd door architectuurgenootschap Architectura et Amicitia. Ze maakt deel uit van de Amsterdamse Hogeschool voor de Kunsten en is gevestigd in een 17e-eeuws gebouwencomplex aan het Waterlooplein in Amsterdam, bestaande uit het Oudezijds Huiszittenhuis en het naastgelegen Arsenaal.

## Geschiedenis
In 1908 richtten Willem Kromhout en andere prominente leden van architectuurgenootschap Architectura et Amicitia de afdeling Voortgezet en Hooger Bouwkunst Onderricht (VHBO) van de Rijksakademie van Beeldende Kunsten op. Amsterdam had het toen al bijna 40 jaar zonder een degelijke architectuuropleiding moeten doen, nadat omstreeks 1870 de afdeling bouwkunst werd overgeplaats van de Koninklijke Academie van Beeldende Kunsten (nu Rijksakademie voor Beeldende Kunsten) naar de Polytechnische School (nu Technische Universiteit Delft). Veel A et A-leden hadden er in deze periode herhaalde malen bij het Rijk op aangedrongen de afdeling bouwkunst weer naar Amsterdam te verplaatsen, maar telkens zonder succes.
Het doel van het VHBO kwam overeen met dat van A et A en is sindsdien niet gewijzigd: elkaar onderwijzen in architectuur. De docenten, van wie het merendeel lid was van A et A, waren dan ook zelf ontwerper, terwijl alleen studenten met praktijkervaring werden toegelaten, zodat een versmelting ontstond tussen theorie en praktijk. Op 5 oktober ging het eerste cursusjaar van start. Het programma werd door Kromhout, i.s.m. directeur van de Rijksakademie voor Beeldende Kunsten, A.J. Derkinderen, samengesteld. Ook probeerde Kromhout het VHBO in te laten delen bij het Hoger onderwijs, echter zonder resultaat.
Het VHBO werd een groot succes. Tegen 1910 was het aantal cursisten gestegen naar 57. Hierdoor verleende de gemeente Amsterdam de afdeling een subsidie van ƒ 2.300,- en de provincie een subsidie van ƒ 1.000,-. Er werd onder meer les gegeven in technisch handtekenen en ontwerpen op geometrische basis (door J.B.A. de Meyer) en er werden buitenschoolse activiteiten georganiseerd, zoals atelierbezoeken en excursies naar onlangs gebouwde of gerestaureerde gebouwen. Ook werd er vanaf het begin gedoceerd in het destijds redelijk jonge vakgebied 'stedebouw en stadsuitbreiding'.

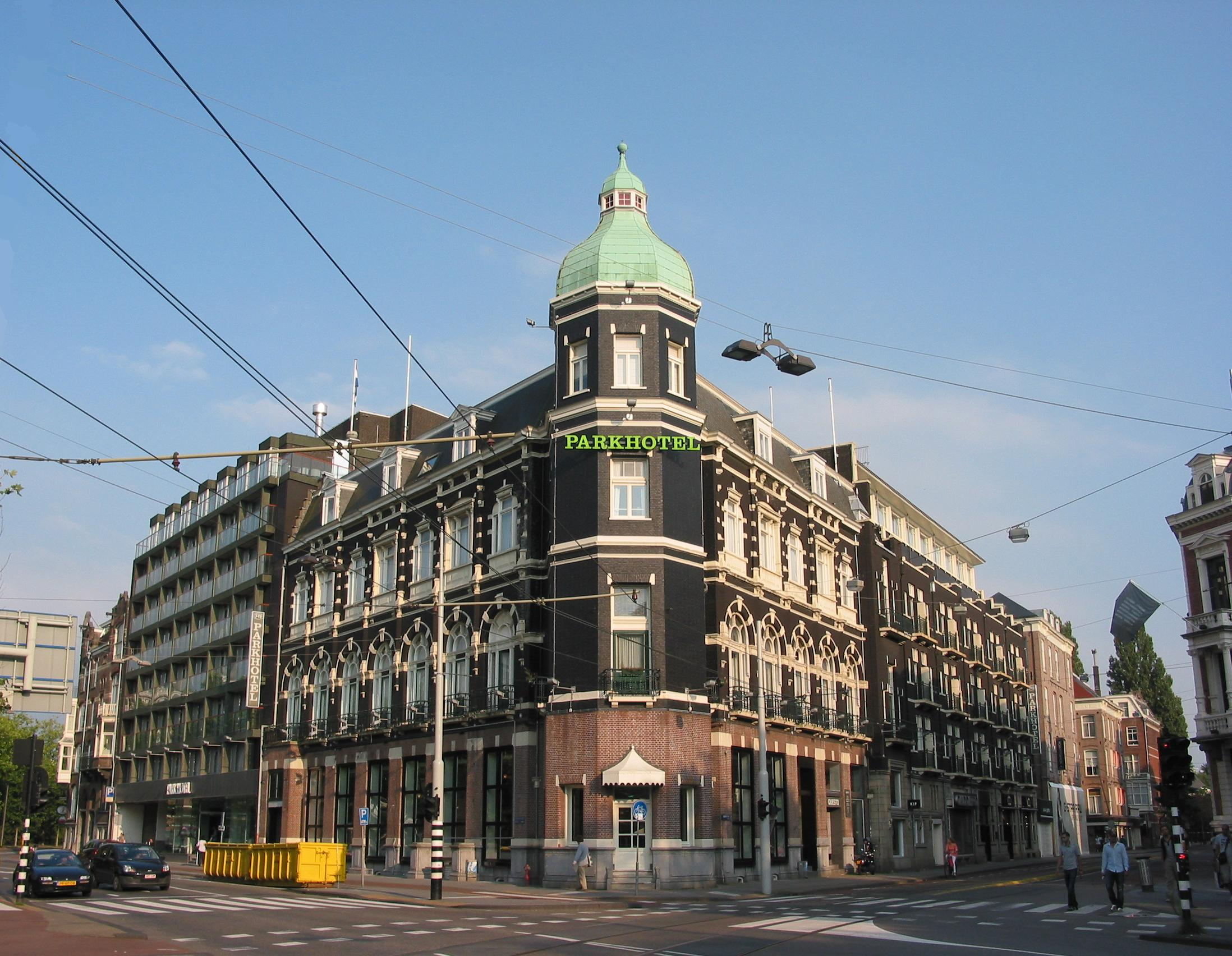
Voormalig Hotel Parkzicht (nu Parkhotel), Amsterdam, waarin zich het lokaal van A et A bevond.

In 1911 studeerden de eerste lichting studenten af: W. Noorlander uit Amsterdam, J. Coenraad uit Zaandam en D. Saal uit Zwaag. In 1911 ook volgde C.W. Nijhoff Kromhout op als directeur en steeg het aantal cursisten naar 61. Naast de Rijksakademie vonden vanaf dat jaar ook lessen plaats in de Quellinusschool en in het sociëteitslokaal van A et A. In 1912 werd het VHBO gereorganiseerd. De opleiding werd vier- in plaats van driejarig, waardoor enkele hoofdvakonderdelen als 'protestantse kerkbouw' en 'arbeiderswoningen' meer aandacht kregen.
Om de afdeling een zo breed mogelijk draagvlak te geven ging het VHBO op 15 december 1915 over naar een speciaal daarvoor opgerichte vereniging onder bescherming van A et A, de BNA en de toenmalige MBVA.
In 1946 verhuisde de Academie naar het voormalige Oudezijds Huiszittenhuis en het ernaast gelegen pakhuis Het Arsenaal aan het Waterlooplein. Het Huiszittenhuis is in 1654 ontworpen door Willem de Keyser, zoon van de beroemde architect Hendrick de Keyser.
Vanaf 1987 maakt de Academie als 'faculteit Bouwkunst' deel uit van de Amsterdamse Hogeschool voor de Kunsten.

## Onderwijs
De Academie van Bouwkunst in Amsterdam is het enige opleidingsinstituut in Nederland dat de masteropleidingen Architectuur, Stedenbouw en Landschapsarchitectuur interdisciplinair aanbiedt. Deze combinatie plaatst de Academie van Bouwkunst in binnen- en buitenland in een bijzondere positie. Het curriculum van de masteropleidingen bestaat uit een binnenschools en een buitenschools programma. De helft van de studie bestaat uit ontwerponderwijs, de andere helft uit werkervaring via een relevant parttime dienstverband. Deeltijdwerk en deeltijdstudie (concurrent onderwijs) vullen elkaar aan in de opleiding tot architect, stedenbouwkundige of landschapsarchitect.
Afgestudeerde studenten hebben rechtstreeks toegang tot het register van architecten, stedenbouwkundigen of landschapsarchitecten van de Branchevereniging Nederlandse Architectenbureaus (BNA). Openbare lezingen (Capita Selecta), workshops, manifestaties en tentoonstellingen zijn vaste onderdelen van het onderwijsprogramma. Na het eeuwfeest in 2008 organiseert de Academie van Bouwkunst ieder jaar op haar dies natalis 5 oktober de Kromhoutlezing. De lezing is vernoemd naar de Rotterdamse architect Willem Kromhout die tot de oprichters van de Academie van Bouwkunst behoorde.

## Bekende alumni
- Jaap Bakema
- Piet Blom
- Alphons Boosten
- Anne Holtrop
- Jan van der Jagt
- Arthur Staal
- Margaret Staal-Kropholler
- Lotte Stam-Beese

## Docenten

### Heden
- Machiel Spaan

### Emeritus
| - Pierre Cuypers - Hendrik Petrus Berlage - Karel de Bazel - Jan Duiker - Frits Peutz | - J.J.P. Oud - Leendert van der Vlugt - Cornelis van Eesteren - Gerrit Rietveld - Ad van der Steur | - Marinus Jan Granpré Molière - Willem Marinus Dudok - Mart Stam - Aldo van Eyck |

## Publicaties
De Academie van Bouwkunst publiceert jaarlijks een afstudeercatalogus. Verder verschijnen periodiek themanummers in de reeks Amsterdam Academy of Architecture: Research, Reflections, Projects.

## 1·Lectures
Vanaf 2014 organiseert de Academie van Bouwkunst samen met Architectuurcentrum Amsterdam een lezingenreeks onder de titel 1·Lectures. Deze reeks is de opvolger van de Capita Selecta van de Academie van Bouwkunst en van de Arcamlezingen in de Brakke Grond.

## Verder lezen
- Anoniem (22 september 1917) 'Vereeniging voor Voortgezet en Hooger Bouwkunstonderricht', Architectura, 25e jaargang, nummer 38, p. 276-277. Zie scan TU Delft[dode link].
- Anoniem (13 oktober 1917) 'Vereeniging voor Voortgezet en Hooger Bouwkunstonderricht', Architectura, 25e jaargang, nummer 41. Zie TU Delft scan 1[dode link], scan 2[dode link] en scan 3[dode link].
- J.B.[oterenbrood] (14 april 1923) 'Groot-ontwerp Hogere Bouwkunst', Architectura, 27e jaargang, nummer 15, p. 79-81 Zie TU Delft scan 1[dode link] en scan 2[dode link].
- [B.T. Boeyinga] (21 april 1923) 'Cursus Voortgezet en Hooger Bouwkunst-Onderricht', Architectura, 27e jaargang, nummer 16, p. 83-85. Zie TU Delft scan 1[dode link] en scan 2[dode link].
- Boejinga (28 april 1923) 'Cursus Voortgezet en Hooger Bouwkunst-Onderricht', Architectura, 27e jaargang, nummer 17, p. 87-91. Zie TU Delft scan 1[dode link], scan 2[dode link] en scan 3[dode link].
- Jan de Meyer en W.J.M. van de Wijnpersse (8 december 1923) ‘Vereeniging voor Voortgezet en Hooger Bouwkunst-Onderwijs te Amsterdam. XIVe. Jaarverslag. Cursus 1922-1923’, Architectura, 27e jaargang, nummer 37, p. 226-227. Zie scan TU Delft[dode link].
- Dave Wendt (2008) 'Academie van Bouwkunst 1908-2008', Uitgeverij 010, Rotterdam